# Flor Hermans
Flor Hermans (Aarschot, 24 februari 1935 - Wilrijk, 25 maart 2017) was een Belgisch violist en beeldend kunstenaar.

## Carrière
Hermans studeerde aan de Koninklijke Academie voor Schone Kunsten in Antwerpen, exposeerde als kunstschilder meermaals zijn hout- en linosnedes bij galerie De Zwarte Panter en gaf les aan de Antwerpse Kunsthumaniora. Tevens was hij jarenlang de vaste violist van de Antwerpse zanger Wannes Van de Velde. Hermans speelde ook bij de Internationale Nieuwe Scène en was te zien in Mistero Buffo.

## Privé
Flor Hermans vormde enige tijd een koppel met actrice Reinhilde Decleir. Op latere leeftijd kreeg hij een dochter: columniste en cartooniste Fleur van Groningen, die de achternaam van haar moeder draagt.
Net als Van de Velde stierf Hermans aan leukemie.